# José Narro Céspedes
José Narro Céspedes (Ciudad Mante, Tamaulipas; 17 de enero de 1959) es un médico y político mexicano, militante del Movimiento Regeneración Nacional; desde el 1 de septiembre de 2018 es senador al Congreso de la Union por el Estado de Zacatecas. Durante su carrera política ha sido diputado local en dos oportunidades (1992 a 1994 y 1997 a 2000) y diputado federal en tres oportunidades (1994 a 1997, 2000 a 2003 y 2009 a 2012), además de ocupar otros cargos como presidente de la Comisión de Agricultura, Ganadería, Pesca y Desarrollo Rural del Senado de la República y dirigente de la Coordinadora Nacional Plan de Ayala (CNPA) y del Frente Popular de Lucha de Zacatecas (FPLZ). Fue fundador y miembro del Partido del Trabajo y Consejero Nacional del Partido de la Revolución Democrática.

## Biografía

### Primeros años y estudios
Narro Céspedes nació en Ciudad Mante, Tamaulipas, el 17 de enero de 1959. Luego de obtener su título de Médico Cirujano en la Universidad Autónoma Metropolitana Unidad Xochimilco, inició su labor médica en el municipio de Valparaíso en Zacatecas, donde realizó obras sociales con la comunidad de la zona serrana y de la colonia Emiliano Zapata. Más tarde se convirtió en asesor de la Regiduría de Salud del Ayuntamiento de Juchitán, en Oaxaca. Esta experiencia temprana atendiendo las necesidades de las comunidades vulnerables influyó en su decisión de iniciar una carrera política.

### Carrera

#### Década de 1990
A comienzos de la década de 1990, Narro participó en la formación y consolidación de la Organización de Izquierda Revolucionaria Línea de Masas (OIR-LM) y del Partido del Trabajo, el cual obtuvo el registro definitivo en 1992. Integró de esta manera la comisión política del partido, al cual permanecería vinculado hasta el año 2007. En 1992 se convirtió en diputado local por la LIV Legislatura en Zacatecas, cargo que desempeñó hasta 1994 cuando fue elegido diputado federal por la LVI Legislatura. Durante su permanencia en el cargo, ofició paralelamente como integrante de la Comisión de Concordia Pacificación para Chiapas y como Secretario de la Comisión de Agricultura.
En 1997 fue nombrado diputado local por la I Legislatura de la Asamblea Legislativa del Distrito Federal, desempeñando cargos como coordinador del Grupo Parlamentario del Partido del Trabajo, Presidente de la Comisión de Vigilancia de la Contaduría Mayor de Hacienda e integrante de la Comisión Gubernamental. Un año después presentó su candidatura a la gobernatura de Zacatecas.

#### Década de 2000
Elegido nuevamente diputado federal, se desempeñó en el marco de la LVIII Legislatura entre 2000 y 2003, oficiando además como presidente de la Comisión de Concordia y Pacificación y secretario de la Comisión de Vigilancia de la Auditoría Superior de la Federación e integrando las comisiones de Hacienda, Reforma del Estado, Gobernación y Seguridad Pública. Entre 2009 y 2012 cumplió un nuevo ciclo como diputado Federal en la LXI Legislatura, convirtiéndose además en el secretario de las comisiones de Agricultura y Ganadería, Hacienda y Crédito Público, Fomento Cooperativo, Economía Social y Presupuesto de Gastos Fiscales.

#### Década de 2010 y actualidad
Narro continuó durante la década de 2010 trabajando como dirigente de la Coordinadora Nacional Plan de Ayala (CNPA) y del Frente Popular de Lucha de Zacatecas (FPLZ), ejerciendo además la coordinación estatal del partido Morena en el estado de Zacatecas. En diciembre de 2017 presentó su candidatura al Senado de México. Tras realizar su inscripción, informó que su propuesta legislativa estaba basada fundamentalmente en el fortalecimiento del sector agropecuario y en la lucha a favor de las comunidades indígenas.
En las elecciones celebradas el 1 de julio de 2018, Narro fue elegido senador por mayoría relativa representando al estado de Zacatecas al lado de María Soledad Luévano Cantú. Tomó protesta el 29 de agosto de 2018 y un mes después fue nombrado Presidente de la Comisión de Agricultura, Ganadería, Pesca y Desarrollo Rural. En la actualidad integra además las comisiones de Gobernación, Hacienda y Crédito Público, Implantación del Tratado entre México, Estados Unidos y Canadá, Relaciones Exteriores y Puntos Constitucionales.